# Torino Calcio 1989-1990
Questa voce raccoglie le informazioni riguardanti il Torino Calcio nelle competizioni ufficiali della stagione 1989-1990.

## Divise e sponsor
Nel 1989-1990, il Torino ebbe come sponsor tecnico Adidas, mentre lo sponsor principale fu Indesit.
| Casa | Trasferta |

## Società
- Presidente:
  - Gian Mauro Borsano
- Segretario:
  - Giovanni Matta
- Direttore generale:
  - Maurizio Casasco

- Allenatore:
  - Eugenio Fascetti
- Medico sociale:
  - Dott. Roberto Campini

## Rosa
| N. |                   | Ruolo | Calciatore         |
| -- | ----------------- | ----- | ------------------ |
|    | Italia (bandiera) | P     | Luca Marchegiani   |
|    | Italia (bandiera) | P     | Silvano Martina    |
|    | Italia (bandiera) | D     | Silvano Benedetti  |
|    | Italia (bandiera) | D     | Walter Bianchi     |
|    | Italia (bandiera) | D     | Roberto Cravero    |
|    | Italia (bandiera) | D     | Maurizio Ferrarese |
|    | Italia (bandiera) | D     | Giacomo Ferri      |
|    | Italia (bandiera) | D     | Riccardo Fimognari |
|    | Italia (bandiera) | D     | Davide Mezzanotti  |
|    | Italia (bandiera) | D     | Roberto Mussi      |
|    | Italia (bandiera) | D     | Ezio Rossi         |
|    | Italia (bandiera) | D     | Gianluca Sordo     |
|    | Italia (bandiera) | C     | Dino Baggio        |

| N. |                       | Ruolo | Calciatore        |
| -- | --------------------- | ----- | ----------------- |
|    | Italia (bandiera)     | C     | Giorgio Enzo      |
|    | Italia (bandiera)     | C     | Massimo Gallaccio |
|    | Italia (bandiera)     | C     | Roberto Policano  |
|    | Italia (bandiera)     | C     | Francesco Romano  |
|    | Italia (bandiera)     | C     | Giorgio Venturin  |
|    | Italia (bandiera)     | C     | Alvise Zago       |
|    | Italia (bandiera)     | A     | Giorgio Bresciani |
|    | Italia (bandiera)     | A     | Benito Carbone    |
|    | Italia (bandiera)     | A     | Gianluigi Lentini |
|    | Brasile (bandiera)    | A     | Müller            |
|    | Italia (bandiera)     | A     | Marco Pacione     |
|    | Italia (bandiera)     | A     | Tommaso Porfido   |
|    | Jugoslavia (bandiera) | A     | Haris Škoro       |

## Calciomercato

### Sessione estiva
| Acquisti | Acquisti          | Acquisti     | Acquisti      |
| R.       | Nome              | da           | Modalità      |
| -------- | ----------------- | ------------ | ------------- |
| P        | Silvano Martina   | Lazio        | definitivo    |
| D        | Walter Bianchi    | Milan        | definitivo    |
| D        | Roberto Mussi     | Milan        | definitivo    |
| D        | Giuseppe Pancaro  | Acri         | definitivo    |
| D        | Gianluca Sordo    | Trento       | fine prestito |
| C        | Sandro Cois       | Saviglianese | definitivo    |
| C        | Giorgio Enzo      | Lecce        | definitivo    |
| C        | Gianluigi Lentini | Ancona       | fine prestito |
| C        | Roberto Policano  | Roma         | definitivo    |
| C        | Francesco Romano  | Napoli       | definitivo    |
| C        | Giorgio Venturin  | Cosenza      | fine prestito |
| A        | Marco Pacione     | Verona       | definitivo    |

| Cessioni | Cessioni            | Cessioni    | Cessioni   |
| R.       | Nome                | a           | Modalità   |
| -------- | ------------------- | ----------- | ---------- |
| P        | Paolo Di Sarno      | Chieti      | definitivo |
| P        | Fabrizio Lorieri    | Ascoli      | definitivo |
| D        | Massimo Brambati    | Bari        | definitivo |
| D        | Flavio Chiti        | Alessandria | definitivo |
| D        | Marco Zaffaroni     | Casarano    | definitivo |
| C        | Davide Bolognesi    | Barletta    | definitivo |
| C        | Massimiliano Catena | Reggiana    | definitivo |
| C        | Antonio Comi        | Roma        | definitivo |
| C        | Edu                 | Nacional    | definitivo |
| C        | Ivan Ferretti       | Alessandria | definitivo |
| C        | Diego Fuser         | Milan       | definitivo |
| C        | Luca Landonio       | Casarano    | definitivo |
| C        | Antonio Sabato      | Ascoli      | definitivo |

### Sessione autunnale
| Acquisti | Acquisti           | Acquisti    | Acquisti   |
| R.       | Nome               | da          | Modalità   |
| -------- | ------------------ | ----------- | ---------- |
| D        | Maurizio Ferrarese | Alessandria | definitivo |

| Cessioni | Cessioni          | Cessioni | Cessioni   |
| R.       | Nome              | a        | Modalità   |
| -------- | ----------------- | -------- | ---------- |
| D        | Giacomo Ferri     | Lecce    | definitivo |
| A        | Giorgio Bresciani | Atalanta | prestito   |

## Risultati

### Serie B

#### Girone di andata
| Reggio Emilia 27 agosto 1989, ore 16:30 UTC+2 1ª giornata | Reggiana            | 0 – 0 | Torino | Stadio Mirabello (14.496 spett.)\| Arbitro: \| Ceccarini (Livorno) \| |
| Arbitro:                                                  | Ceccarini (Livorno) |       |        |                                                                       |

| Arbitro: | Piana (Modena) |

|                               |           |            |
| Skoro 1’, 87’ Müller 40’, 78’ | Marcatori | 77’ Ciocci |

| Arbitro: | Beschin (Legnago) |

|               |           |            |
| Altobelli 31’ | Marcatori | 35’ Müller |

| Arbitro: | Frigerio (Milano) |

|                                                                     |           |  |
| Pacione 9’, 61’ Müller 24’, 90’ E. Rossi 26’ Skoro 45’ Policano 72’ | Marcatori |  |

| Como 24 settembre 1989, ore 15:00 UTC+2 5ª giornata | Como                | 0 – 0 | Torino | Stadio Giuseppe Sinigaglia (12.171 spett.)\| Arbitro: \| Amendolia (Messina) \| |
| Arbitro:                                            | Amendolia (Messina) |       |        |                                                                                 |

| Arbitro: | Bruni (Arezzo) |

|                              |           |  |
| Müller 52’ Policano 56’, 66’ | Marcatori |  |

| Arbitro: | Stafoggia (Pesaro) |

|              |           |              |
| Galeazzi 33’ | Marcatori | 25’ Policano |

| Arbitro: | Quartuccio (Torre Annunziata) |

|                                 |           |             |
| Romano 4’ Skoro 51’ Cravero 59’ | Marcatori | 76’ Faccini |

| Torino 22 ottobre 1989, ore 14:30 UTC+1 9ª giornata | Torino            | 0 – 0 | Parma | Stadio Comunale Vittorio Pozzo (34.045 spett.)\| Arbitro: \| Beschin (Legnago) \| |
| Arbitro:                                            | Beschin (Legnago) |       |       |                                                                                   |

| Reggio Calabria 29 ottobre 1989, ore 14:30 UTC+1 10ª giornata | Reggina         | 0 – 0 | Torino | Stadio Comunale (18.700 spett.)\| Arbitro: \| Nicchi (Arezzo) \| |
| Arbitro:                                                      | Nicchi (Arezzo) |       |        |                                                                  |

| Arbitro: | Felicani (Bologna) |

|             |           |  |
| Cravero 78’ | Marcatori |  |

| Pisa 12 novembre 1989, ore 14:30 UTC+1 12ª giornata | Pisa          | 0 – 0 | Torino | Stadio Arena Garibaldi (17.776 spett.)\| Arbitro: \| Longhi (Roma) \| |
| Arbitro:                                            | Longhi (Roma) |       |        |                                                                       |

| Arbitro: | Boemo (Cervignano del Friuli) |

|           |           |  |
| Skoro 36’ | Marcatori |  |

| Arbitro: | Di Cola (Avezzano) |

|            |           |              |
| Minuti 56’ | Marcatori | 14’ Policano |

| Arbitro: | Quartuccio (Torre Annunziata) |

|           |           |                     |
| Skoro 43’ | Marcatori | 41’ (rig.) Catalano |

| Arbitro: | Luci (Firenze) |

|                     |           |             |
| Policano 32’ (aut.) | Marcatori | 36’ Cravero |

| Arbitro: | Scaramuzza (Mestre) |

|                       |           |              |
| Cravero 6’ Romano 22’ | Marcatori | 71’ G. Mauro |

| Arbitro: | Cornieti (Forlì) |

|                 |           |  |
| Protti 45’, 83’ | Marcatori |  |

| Arbitro: | Piana (Modena) |

|                                         |           |  |
| Pacione 2’ Müller 33’, 85’ Policano 74’ | Marcatori |  |

#### Girone di ritorno
| Arbitro: | Boggi (Salerno) |

|                                   |           |  |
| Benedetti 4’, 33’ Pacione 9’, 40’ | Marcatori |  |

| Arbitro: | Fabricatore (Roma) |

|  |           |              |
|  | Marcatori | 36’ E. Rossi |

| Arbitro: | Boemo (Cervignano del Friuli) |

|                               |           |            |
| Policano 66’ (rig.) Skoro 88’ | Marcatori | 68’ Valoti |

| Arbitro: | Bruni (Arezzo) |

|                  |           |  |
| Rizzolo 38’, 85’ | Marcatori |  |

| Arbitro: | Guidi (Bologna) |

|                                                           |           |  |
| Gattuso 10’ (aut.) Romano 35’ Pacione 38’ Müller 51’, 81’ | Marcatori |  |

| Arbitro: | Stafoggia (Pesaro) |

|             |           |  |
| Lancini 21’ | Marcatori |  |

| Arbitro: | Bizzarri (Ferrara) |

|                           |           |  |
| Cravero 9’ Mussi 22’, 47’ | Marcatori |  |

| Arbitro: | Magni (Bergamo) |

|             |           |            |
| Maniero 61’ | Marcatori | 50’ Müller |

| Arbitro: | Beschin (Legnago) |

|             |           |              |
| Minotti 14’ | Marcatori | 37’ E. Rossi |

| Arbitro: | Quartuccio (Torre Annunziata) |

|                       |           |  |
| Lentini 66’ Sordo 86’ | Marcatori |  |

| Cagliari 1º aprile 1990, ore 15:30 UTC+2 30ª giornata | Cagliari                  | 0 – 0 | Torino | Stadio Sant'Elia (34.802 spett.)\| Arbitro: \| Pezzella (Frattamaggiore) \| |
| Arbitro:                                              | Pezzella (Frattamaggiore) |       |        |                                                                             |

| Arbitro: | Frigerio (Milano) |

|                         |           |                       |
| Benedetti 44’ Sordo 85’ | Marcatori | 56’ (rig.) Incocciati |

| Arbitro: | Sguizzato (Verona) |

|  |           |               |
|  | Marcatori | 63’ Fimognari |

| Arbitro: | Bruni (Arezzo) |

|                       |           |  |
| Sordo 69’ Lentini 80’ | Marcatori |  |

| Arbitro: | Amendolia (Messina) |

|                                    |           |                             |
| Catalano 13’ (rig.) Lerda 26’, 38’ | Marcatori | 36’, 63’ Lentini 45’ Romano |

| Arbitro: | Guidi (Bologna) |

|                       |           |                          |
| Lentini 26’ Skoro 53’ | Marcatori | 66’ Cinello 72’ Sorbello |

| Arbitro: | Rosica (Roma) |

|  |           |            |
|  | Marcatori | 1’ Lentini |

| Arbitro: | Pezzella (Frattamaggiore) |

|                                       |           |  |
| Cravero 53’ E. Rossi 74’ Venturin 90’ | Marcatori |  |

| Arbitro: | Luci (Firenze) |

|               |           |  |
| Bivi 32’, 76’ | Marcatori |  |

### Coppa Italia

#### Primo turno
| Arbitro: | Quartuccio (Torre Annunziata) |

|                 |           |            |
| Protti 14’, 25’ | Marcatori | 15’ Romano |

## Statistiche

### Statistiche di squadra
| Competizione | Punti | In casa | In casa | In casa | In casa | In casa | In casa | In trasferta | In trasferta | In trasferta | In trasferta | In trasferta | In trasferta | Totale | Totale | Totale | Totale | Totale | Totale | DR  |
| Competizione | Punti | G       | V       | N       | P       | Gf      | Gs      | G            | V            | N            | P            | Gf           | Gs           | G      | V      | N      | P      | Gf     | Gs     | DR  |
| ------------ | ----- | ------- | ------- | ------- | ------- | ------- | ------- | ------------ | ------------ | ------------ | ------------ | ------------ | ------------ | ------ | ------ | ------ | ------ | ------ | ------ | --- |
| Serie B      | 53    | 19      | 16      | 3       | 0       | 51      | 8       | 19           | 3            | 12           | 4            | 12           | 16           | 38     | 19     | 15     | 4      | 63     | 24     | +39 |
| Coppa Italia | -     | 0       | 0       | 0       | 0       | 0       | 0       | 1            | 0            | 0            | 1            | 1            | 2            | 1      | 0      | 0      | 1      | 1      | 2      | -1  |
| Totale       | -     | 19      | 16      | 3       | 0       | 51      | 8       | 20           | 3            | 12           | 5            | 13           | 18           | 39     | 19     | 15     | 5      | 64     | 26     | +38 |

### Statistiche dei giocatori
| Giocatore      | Serie B  | Serie B | Serie B     | Serie B    | Coppa Italia | Coppa Italia | Coppa Italia | Coppa Italia | Totale   | Totale | Totale      | Totale     |
| Giocatore      | Presenze | Reti    | Ammonizioni | Espulsioni | Presenze     | Reti         | Ammonizioni  | Espulsioni   | Presenze | Reti   | Ammonizioni | Espulsioni |
| -------------- | -------- | ------- | ----------- | ---------- | ------------ | ------------ | ------------ | ------------ | -------- | ------ | ----------- | ---------- |
| D. Baggio      | 3        | 0       | ?           | ?          | 0            | 0            | 0            | 0            | 3        | 0      | 0+          | 0+         |
| S. Benedetti   | 36       | 3       | ?           | ?          | 1            | 0            | ?            | ?            | 37       | 3      | ?           | ?          |
| W. Bianchi     | 18       | 0       | ?           | ?          | 1            | 0            | ?            | ?            | 19       | 0      | ?           | ?          |
| G. Bresciani   | 0        | 0       | 0           | 0          | 0            | 0            | 0            | 0            | 0        | 0      | 0           | 0          |
| B. Carbone     | 5        | 0       | ?           | ?          | 0            | 0            | 0            | 0            | 5        | 0      | 0+          | 0+         |
| R. Cravero     | 34       | 6       | ?           | ?          | 1            | 0            | ?            | ?            | 35       | 6      | ?           | ?          |
| G. Enzo        | 32       | 0       | ?           | ?          | 1            | 0            | ?            | ?            | 33       | 0      | ?           | ?          |
| M. Ferrarese   | 17       | 0       | ?           | ?          | 0            | 0            | 0            | 0            | 17       | 0      | 0+          | 0+         |
| G. Ferri       | 5        | 0       | ?           | ?          | 0            | 0            | 0            | 0            | 5        | 0      | 0+          | 0+         |
| R. Fimognari   | 4        | 1       | ?           | ?          | 0            | 0            | 0            | 0            | 4        | 1      | 0+          | 0+         |
| M. Gallaccio   | 1        | 0       | ?           | ?          | 0            | 0            | 0            | 0            | 1        | 0      | 0+          | 0+         |
| G. Lentini     | 22       | 6       | ?           | ?          | 1            | 0            | ?            | ?            | 23       | 6      | ?           | ?          |
| L. Marchegiani | 33       | -20     | ?           | ?          | 1            | -2           | ?            | ?            | 34       | -22    | ?           | ?          |
| S. Martina     | 6        | -4      | ?           | ?          | 0            | -0           | 0            | 0            | 6        | -4     | 0+          | 0+         |
| D. Mezzanotti  | 1        | 0       | ?           | ?          | 0            | 0            | 0            | 0            | 1        | 0      | 0+          | 0+         |
| L. Müller      | 27       | 11      | ?           | ?          | 1            | 0            | ?            | ?            | 28       | 11     | ?           | ?          |
| R. Mussi       | 34       | 2       | ?           | ?          | 1            | 0            | ?            | ?            | 35       | 2      | ?           | ?          |
| M. Pacione     | 30       | 6       | ?           | ?          | 1            | 0            | ?            | ?            | 31       | 6      | ?           | ?          |
| R. Policano    | 29       | 7       | ?           | ?          | 1            | 0            | ?            | ?            | 30       | 7      | ?           | ?          |
| T. Porfido     | 1        | 0       | ?           | ?          | 0            | 0            | 0            | 0            | 1        | 0      | 0+          | 0+         |
| F. Romano      | 31       | 4       | ?           | ?          | 1            | 1            | ?            | ?            | 32       | 5      | ?           | ?          |
| E. Rossi       | 35       | 4       | ?           | ?          | 0            | 0            | 0            | 0            | 35       | 4      | 0+          | 0+         |
| H. Skoro       | 32       | 8       | ?           | ?          | 0            | 0            | 0            | 0            | 32       | 8      | 0+          | 0+         |
| G. Sordo       | 26       | 3       | ?           | ?          | 1            | 0            | ?            | ?            | 27       | 3      | ?           | ?          |
| G. Venturin    | 28       | 1       | ?           | ?          | 1            | 0            | ?            | ?            | 29       | 1      | ?           | ?          |
| A. Zago        | 0        | 0       | 0           | 0          | 0            | 0            | 0            | 0            | 0        | 0      | 0           | 0          |

## Giovanili

### Piazzamenti
- Primavera
  - Campionato:
  - Coppa Italia: vincitore
  - Torneo di Viareggio: fase a gironi
- Berretti
  - Campionato:
- Allievi nazionali
  - Torneo Città di Arco: 2º posto